# مجموعة شركات نعمة
مجموعة شركات نعمة هي واحدة من أقدم وأعرق الشركات التجارية متعددة التخصصات في دولة قطر. يقع مقر الشركة الرئيسي في الدوحة ، وقد أسسها أنطوان نعمه عام 1955.